# Rectangle à limite minimum
Pour les articles homonymes, voir Rectangle (homonymie).
Le Rectangle à limite minimum (« minimum bounding rectangle (MBR) »), connu aussi sous le nom de boite limite ou enveloppe, est l'expression de l'extension maximum d'un objet bi-dimensionnel (i.e. point, ligne, polygone) dans un système de coordonnées (x,y),  soit min(x), max(x), min(y), max(y).
En fouille de données spatiales ou en Analyse spatiale, les Rectangles à limite minimum sont fréquemment utilisés comme indication de la position générale d'un objet géographique, pour un affichage, une requête spatiale en première approximation, ou dans un but d'indexation spatial. 